# Agropyron acutiforme
Agropyron acutiforme là một loài thực vật có hoa trong họ Hòa thảo. Loài này được Rouy mô tả khoa học đầu tiên năm 1913.